# Kobac
Kobac ili obični kobac (lat. Accipiter nisus) je mala ptica jastrebova koja živi u Sjevernoj Europi, Aziji i Sjevernoj Africi. Ta sokolovka je također i ptica selica.

## Opis
Ptica ima kratka krila i dugo tijelo te su mužjaci veliki 24 – 34 cm s rasponom krila od 59 – 64 cm. Mužjaci imaju tamno sivo perje i crvenkasti trbuh.
Ženke su velike 34 – 41 cm i raspon krila doseže 67 – 80 cm. One imaju sivo perje s bijelim točkicama po tijelu te se u letu glasaju s prepoznatljivim "flap-flap".

## Prehrambene navike
Obični kobac hrani se manjim pticama kao što su kos i jarebica (ponekad lovi i vrapce), miševima i šišmišima. U lovu se oslanja na svoj izrazito oštar vid i vidi puno bolje od čovjeka. Svojim kandžama na nogama i kljunom životinje rastrga na sitne komade.

## Razmnožavanje
Ženka u svibnju ili srpnju izgradi gnijezdo u koje snese otprilike 5 jaja i sjedi na njima nekoliko tjedana. Izlegu se ptići i u gnijezdu ostanu dovoljno dugo dok ne postanu samostalni.

## Ugroženost
Nekada je obični kobac bio rijedak, no danas je zaštićen i broj tih ptica polako i raste.

## Podvrste
- Postoji 7 podvrsta običnog kopca. To su:

1. Accipiter nisus dementjevi
2. Accipiter nisus granti
3. Accipiter nisus melaschistos
4. Accipiter nisus nisosimilis
5. Accipiter nisus nisus
6. Accipiter nisus punicus
7. Accipiter nisus wolterstorffi

## Galerija
- Ilustracija odraslih običnih kobaca
- Ženka ima prepoznatljivo sivo perje
- Obični kobac u letu
- Obični kobac na polju
- Glava običnog kobca s velikim očima i oštrim kljunom
- Accipiter nisus

## Vanjske poveznice
|  | Zajednički poslužitelj ima stranicu o temi Accipiter nisus    |
|  | Zajednički poslužitelj ima još gradiva o temi Accipiter nisus |
|  | Wikivrste imaju podatke o taksonu Accipiter nisus             |